# Anthophorula niveata
Anthophorula niveata är en biart som först beskrevs av Heinrich Friese 1908.  Anthophorula niveata ingår i släktet Anthophorula och familjen långtungebin. Inga underarter finns listade i Catalogue of Life.